# Jan Hłasko
Jan Hłasko (ur. 1855; zm. 1881 w Krasnojarsku) – student Akademii Medyko-Chirurgicznej w Petersburgu, działacz socjalistyczny.
Działał przy zakładaniu kółek socjalistycznych i propagowaniu idei socjalistycznych w Warszawie i Petersburgu. Po aresztowaniu przewieziono go do Warszawy i osadzono w X Pawilonie Cytadeli Warszawskiej (od września 1879 do kwietnia 1880) wraz z Filipiną Płaskowicką i Wacławem Święcickim. Podczas oczekiwania na wyrok poślubił współwięzioną lekarkę Aldonę Grużewską i wraz z nią w roku 1880 (oboje otrzymali wyroki zesłania na Syberię) udał się na zesłanie. Już wówczas był śmiertelnie chory, zmarł podczas drogi na zesłanie.
Jego śmierć opisał w wierszu Skon Jana Hłaski zdarzenie prawdziwe Bolesław Czerwieński